# Flüsterzweieck
Flüsterzweieck ist ein österreichisches Theaterkabarett-Duo. Es besteht aus Ulrike Haidacher (* 1985 in Graz) und Antonia Stabinger (* 1984 in Graz).

## Werdegang
Ulrike Haidacher und Antonia Stabinger haben ein Germanistikstudium in Graz begonnen und in Wien abgeschlossen. Ulrike Haidacher absolvierte außerdem eine Schauspielausbildung in Wien. Antonia Stabinger inszenierte Kurzspielfilme und Musikvideos. 
Als Kabarett-Duo Flüsterzweieck standen sie erstmals im April 2009 beim Grazer Kleinkunstvogel gemeinsam auf der Bühne. Ihr erstes abendfüllendes Programm selbstredend. wahnsinnig! [humor zweipunktnull] feierte im selben Jahr im Grazer Theatercafé unter der Regie von Katrin Hammerl Premiere. Es folgte ein zweijähriges Engagement bei der Langen Nacht des Kabaretts.
Das zweite abendfüllende Programm Wie im Film nur ohne Walter wurde am 23. Februar 2012 im Kabarett Niedermair erstaufgeführt.
Am 30. Oktober 2014 hatte das dritte Programm Menschenkür im Pantheon-Theater Bonn Premiere. In Österreich wurde das Kabarettprogramm am 13. November 2014 im Kabarett Niedermair uraufgeführt.
Am 17. Jänner 2017 hatte das Programm Stabile Eskalation im Wiener Kabarett Niedermair Premiere.
Weitere Auftritte gab es unter anderem im Münchner Lach- und Schießgesellschaft, Scharfrichterhaus Passau, Posthof Linz, Theater Drachengasse Wien und ARGEkultur Salzburg.
Seit 2012 gestalten Flüsterzweieck regelmäßig Comedy-Beiträge für ORF Radio FM4 (u. a. Flüsterzweieck am Apparat).
Für die ORF-Sketch-Comedy Bösterreich waren sie neben Sebastian Brauneis, Thomas Maurer, Robert Palfrader, Nicholas Ofczarek, Hosea Ratschiller, Florian Scheuba, Lukas Tagwerker und Gerald Votava als Autorinnen tätig. In den Hauptrollen: Robert Palfrader und Nicholas Ofczarek, Regie: Sebastian Brauneis.
2021 präsentierten sie ihr fünftes Programm Kult, das im Kabarett Niedermair Premiere feierte. In Kult werden unterschiedliche Themen miteinander verwoben, von Verschwörungstheorien im Zuge der COVID-19-Pandemie über Avocados bis hin zu der Fernsehserie Dr. Quinn – Ärztin aus Leidenschaft. Der Kurier urteilte, Kult sei ein „vielseitiger, wendig-frischer Abend mit herrlich absurden Ecken und Kanten“, der Wiener Falter schrieb von „klugem Humor und dramaturgischer Prägnanz“.
Im Rahmen einer Aktion der Kabarettist:innen for Future unterstützte Stabinger im Mai 2023 eine Straßenblockade der Letzten Generation. Dabei verteilte sie Freikarten zur Besänftigung der blockierten Kraftfahrzeugführer.

## Programme
- 2009: selbstredend. wahnsinnig! [humor zweipunktnull], Regie: Katrin Hammerl[7]
- 2012: WIE IM FILM nur ohne walter, Regie und Koautorin: Katrin Hammerl[8]
- 2014: Menschenkür, Regie und Koautorin: Katrin Hammerl[9][10][11]
- 2017: Stabile Eskalation, Premiere am 17. Jänner 2017 im Kabarett Niedermair in Wien, Co-Autor und Regie: Simon Windisch[12]
- 2018: Aus Liebe, Soloprogramm Ulrike Haidacher[13]
- 2021: Kult, Regie: Dieter Woll[14]

## Fernsehen
- 2013: Bösterreich – Sketch Comedy (Nebenrolle; Drehbuchbeiträge)

## Radio
- seit 2012: Flüsterzweieck am Apparat, Radio FM4, Homebase
- 2013: Radionovela Adam und Anna, Radio FM4, Salon Helga
- seit 2015: Flüsterzweieck Traumtagebuch, Radio FM4, Morningshow
- 2016–2018: In der großen Stadt, Radio FM4, Homebase
- seit 2018: Abendmelodien - modern gedichtet, neu gedacht, Radio FM4, Homebase

## Preise
- 2009: Jurypreis Grazer Kleinkunstvogel
- 2015: Das mittlere Scharfrichterbeil[15]
- 2015: Jurypreis Reinheimer Satirelöwe[16]
- 2017: Hessischer Kabarettpreis (Jurypreis)[17]
- 2017: Österreichischer Kabarettpreis – Förderpreis
- 2019: Goldene Weißwurscht, 1. Preis